# Claire Angotti
Claire Angotti (* 16. September 1974 in Clamart) ist eine französische Historikerin und Maître de conférences für mittelalterliche Geschichte.

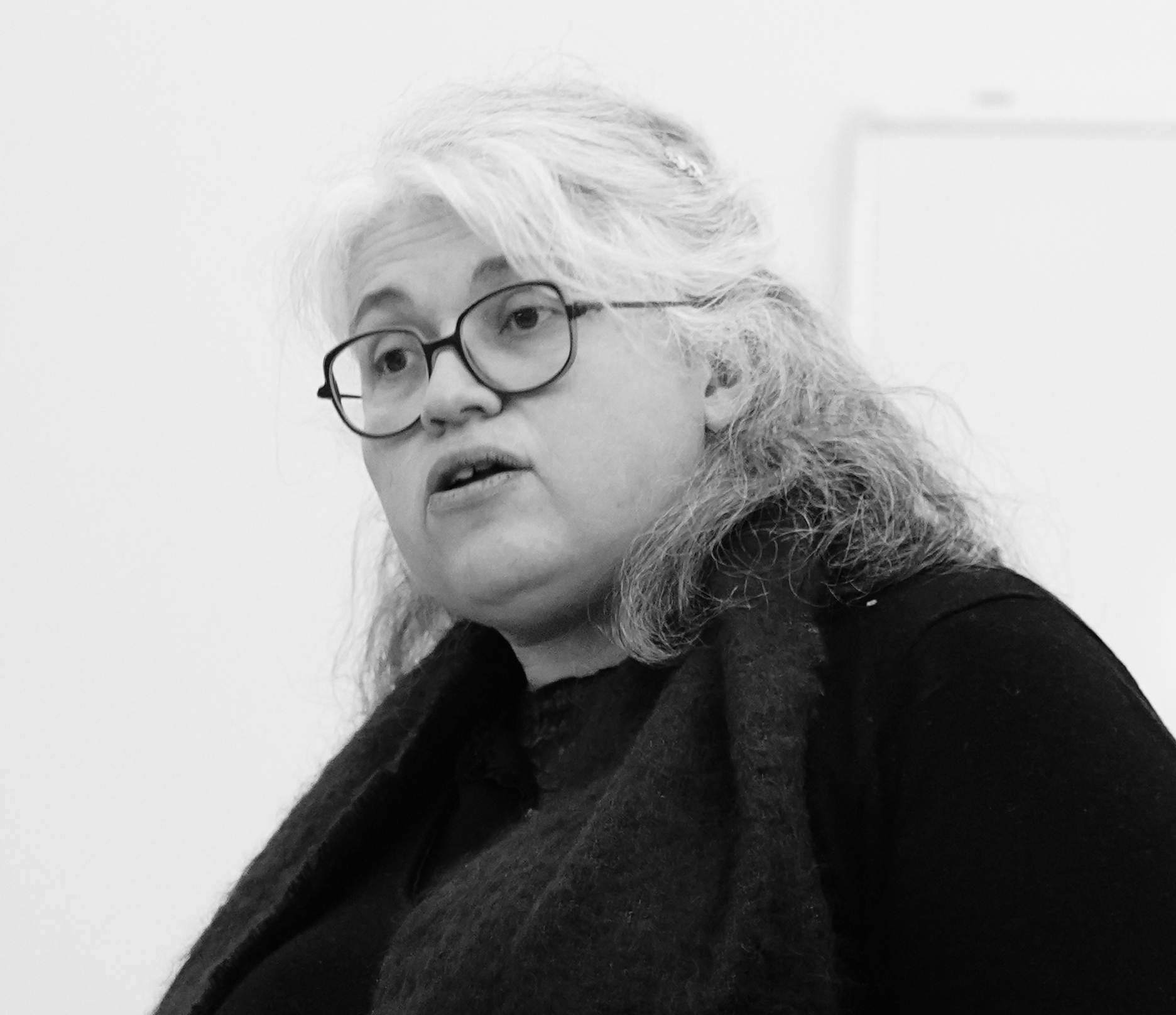
2025.

Im Jahr 2008 wurde sie an der École pratique des hautes études Paris mit einer von Jacques Verger betreuten Dissertation zur theologischen Ausbildung an der Pariser Universität im 13.–15. Jahrhundert promoviert. Ihr Forschungsschwerpunkt liegt auf spätmittelalterlichen Schulbibliotheken und dem Umgang mit Wissen an Universitäten, mit besonderer Berücksichtigung des Studiums scholastischer Werke.
Angotti lehrt an der Universität Reims.
2022 führte sie durch eine Sendung über die Brille in der Arte-Reihe Geschichte schreiben.

## Publikationen
- Lectures d’un manuscrit de droit canon à la fin du Moyen Âge. In: Christopher Lucken, Mireille Séguy (Hrsg.): Grammaires du vulgaire. Normes et variations de la langue française (= Médiévales. 45). Presses universitaires de Vincennes, Saint-Denis 2003 (erschienen 2004), ISBN 2-84292-146-1, S. 135–158, doi:10.4000/medievales.943.
- als Herausgeberin mit Monica Brînzei, Mariken Teeuwen: Portraits de maîtres. Offerts à Olga Weijers (= Textes et études du Moyen Age. 65). Fédération Internationale des Instituts d’Études Médiévales, Porto 2012, ISBN 978-2-503-54801-2.
- als Herausgeberin mit Gilbert Fournier, Donatella Nebbiai: Les Livres des maîtres de Sorbonne. Histoire et rayonnement du collège et de ses bibliothèques du XIIIe siècle à la Renaissance (= Histoire ancienne et médiévale. 145). Publications de la Sorbonne, Paris 2017, ISBN 978-2-85944-993-3.
- als Herausgeberin mit Pierre Chastang, Vincent Debiais, Laura Kendrick: Le pouvoir des listes au Moyen Age. I: Ecritures de la liste (= Histoire ancienne et médiévale. 165). Publications de la Sorbonne, Paris 2017, ISBN 979-10-351-0317-0.